# Бирдо
Би́рдо (болг. Бърдо) — село в Софійській області Болгарії. Входить до складу общини Іхтіман.

## Населення
За даними перепису населення 2011 року у селі проживали 16 осіб, з них 15 осіб (93,8%) — болгари.
Розподіл населення за віком у 2011 році:
Динаміка населення: